# Yoshihiro Katayama
Pour les articles homonymes, voir Katayama.
Yoshihiro Katayama (片山 善博, Katayama Yoshihiro) est un homme politique japonais, né le 29 juillet 1951 dans le bourg de Seto (district rural d'Akaiwa, aujourd'hui inclus dans l'arrondissement de Higashi de la ville d'Okayama) et la préfecture d'Okayama. Il se fait connaître nationalement pour sa politique réformatrice en tant que gouverneur de la préfecture de Tottori pendant deux mandats de 1999 à 2007. Bien que membre d'aucun parti, il est proche du Parti démocrate du Japon (PDJ) et est ministre des Affaires intérieures et des Communications ainsi que ministre d'État chargé de la Promotion de la Souveraineté locale et de la Revitalisation régionale du 17 septembre 2010 au 2 septembre 2011, dans le 94e cabinet du Japon dirigé par Naoto Kan.

## Études et carrière professionnelle
Sorti du lycée préfectoral Daian-ji à Okayama en mars 1970, il intègre ensuite l'université de Tokyo d'où il sort titulaire d'un Bachelor of Laws (法学士, Hōgakushi) en mars 1973. Il intègre le mois suivant le ministère de l'Intérieur (自治省, Jichi-shō). Durant toute sa carrière, il oscille entre des postes dans ce dernier et dans l'administration locale, tout particulièrement dans la préfecture de Tottori.
Ses premières responsabilités locales sont à Noshiro dans la préfecture d'Akita, où il est directeur de district pour l'Agence nationale des impôts pendant un an de juillet 1979 à juillet 1980. Il se rend ensuite dans la préfecture de Tottori où il est successivement directeur régional de 1980 à 1981, puis directeur de la division des finances locales du département de l'administration de la préfecture de 1981 à 1983. Plus tard, il y revient en tant que directeur général (équivalent de secrétaire général) de cette dernière de 1992 à 1995.
De retour à Tokyo de 1983 à 1992 puis de 1995 à 1998, il exerce des responsabilités à l'Agence nationale du Territoire (directeur adjoint de la division de la politique territoriale de 1983 à 1985) puis surtout au ministère de l'Intérieur (directeur adjoint de la division de la politique régionale de 1985 à 1987, puis secrétaire administratif du ministre de 1987 à 1988, suivi de directeur adjoint de la division des finances de 1988 à 1990, directeur aux relations internationales de 1990 à 1992, chef de la section de l'impôt sur la propriété de 1995 à 1998 et enfin de celle de la fiscalité préfectorale de janvier à décembre 1998). Il démissionne du ministère en décembre 1998, cela afin de pouvoir se présenter à l'élection du gouverneur de la préfecture de Tottori qui doit se tenir quatre mois plus tard.

## Gouverneur de Tottori
Il est élu pour la première fois gouverneur de la préfecture de Tottori lors des élections locales unifiées du 11 avril 1999. Il l'emporte sur un programme réformateur et, bien qu'officiellement membre d'aucun parti, avec l'investiture de la plupart des grands partis (tant ceux de la majorité de centre-droit, à savoir le Parti libéral-démocrate, le Nouveau Kōmeitō et le Parti libéral, que ceux de l'opposition de centre-gauche que sont le Parti démocrate du Japon et le Parti social-démocrate). Il obtient 209 148 voix, soit 58,72 % des suffrages exprimés, contre 35,27 % à un autre indépendant, Kōtarō Tamura (futur membre de la Chambre des conseillers sous les couleurs du PLD) et 6,01 % au communiste Takayuki Iwanaga.
À la tête de la préfecture la moins peuplée du Japon, dépendant largement sur le plan économique des transferts financiers du gouvernement central, il s'attache à essayer de trouver de nouvelles sources de revenu en favorisant les échanges avec les autres pays asiatiques. Il poursuit ainsi les efforts entamés par son prédécesseur de rapprochement avec toutes les régions bordant le sud de la mer du Japon, et notamment de Corée du Nord. Ainsi, à l'occasion d'une visite programmée dans la province chinoise de Jilin, il effectue un détour le 7 août 2000 dans la zone économique spéciale de Rajin-Sŏnbong en Corée du Nord. Il accueille en novembre 2000 dans sa préfecture le septième sommet pour les échanges internationaux et la coopération des gouvernements régionaux des pays bordant la mer du Japon, qui réunit chaque année depuis 1994 les autorités de la province chinoise de Jilin, celle sud-coréenne de Gangwon et le kraï russe du Primorie. Il tente d'y faire venir des responsables nord-coréens, mais ceux-ci déclinent l'invitation. Soucieux d'établir des relations pacifiques avec les pays de l'Asie-Pacifique, il s'oppose aux visites annuelles du Premier ministre Jun'ichirō Koizumi à partir de 2001 au controversé sanctuaire Yasukuni (où est honorée la mémoire de plusieurs criminels de guerre de classe A de la Seconde Guerre mondiale) qui ont provoqué à chaque fois des tensions avec la république populaire de Chine ou la Corée du Sud. Katayama déclare à ce sujet : « Le Japon a besoin d'envoyer un message comme quoi il ne répètera pas les folies du passé ». Toujours dans une optique de développement économique, il promeut le développement du nombre de startup dans sa préfecture.
Mais surtout, il apparaît alors comme l'une des figures du groupe dit des « gouverneurs réformateurs », avec entre autres ses homologues Masayasu Kitagawa (préfecture de Mie), Yoshiko Shiotani (préfecture de Kumamoto), Akiko Domoto (préfecture de Chiba), Yasuo Tanaka (préfecture de Nagano), Hiroya Masuda (préfecture d'Iwate) ou encore Shirō Asano (préfecture de Miyagi). Ce groupe de dirigeants locaux se font alors connaître pour leur soutien à la décentralisation, à une réforme importante des services publics (et notamment sur leur libéralisation voire leur privatisation), à une communication plus transparente des collectivités et à une lutte drastique contre les gaspillages surtout représentés selon eux par la pratique traditionnelle de financement public de grands travaux jugés coûteux et imposés par Tokyo. Il s'engage ainsi régulièrement dans de véritable bras de fer avec l'administration centrale qu'il juge trop autoritaire à l'égard des collectivités locales, trop opaque et trop bureaucratique. L'un de ses coups d'éclat les plus célèbres, bien que n'ayant eu que peu de conséquence, est de menacer en juin 2003 de faire boycotter par la préfecture les produits de la firme Toshiba afin de punir le dirigeant de cette dernière, Taizo Nishimuro, qu'il accuse de présider de manière « anti-démocratique » le Conseil à la réforme de la décentralisation à la tête duquel il a été placé par le gouvernement de Jun'ichirō Koizumi. Il critique notamment le rapport présenté par ce Conseil, qui recommande une réduction des subventions du gouvernement central aux collectivités sans pour autant prévoir un transfert de compétence supplémentaire en matière fiscale pour compenser cette baisse de revenu. Car si Katayama défend bien l'idée que les gouvernements locaux soient moins dépendants des transferts financiers de la capitale qui, selon lui, empêchent toute décentralisation, il demande que les préfectures puissent gérer d'eux-mêmes de nouveaux revenus par l'impôt. Finalement, il abandonne sa menace et finit par soutenir la réforme de décentralisation présentée par Koizumi à la fin du mois de juin 2003, qui prévoit de couper les subventions d'environ 4 billions de yens d'ici 2006 mais en retour d'accorder aux gouvernements locaux de collecter des taxes à un niveau oscillant entre 80 et 100 % du manque à gagner occasionné par cette réduction. Il se dit toutefois déçu que le plan gouvernemental n'aille pas plus loin dans la modification du système des subventions fiscales (part des impôts récoltés par l'État réparti entre les collectivités) qui, d'après lui, est, tel qu'il existe, trop utilisé pour financer des grands travaux jugés inutiles.
Sa politique lui attire une importante popularité et un soutien quasi unanime de la classe politique locale. Il décide de se représenter à un second mandat lors des élections locales unifiées du 13 avril 2003. Contrairement à 1999, il refuse cette fois toute investiture officielle, mais dans les faits tous les partis le soutiennent et même le PCJ renonce à avancer un candidat face à lui, ce qui en fait le premier gouverneur réélu sans aucune opposition depuis 1982. Lors de son second mandat, il fait une nouvelle fois la une de l'actualité nationale en ayant constitué un comité de vingt-six personnes issues de la société civile et d'avoir fait voter par l'Assemblée préfectorale, à la quasi-unanimité, le 12 octobre 2005 une « Ordonnance pour la promotion et la procédure de la restitution pour des violations aux droits de l'homme » issue des recommandations de ce comité. Ce texte, pour la première fois au Japon, interdit formellement et prévoit la punition de toute forme de discrimination, tout particulièrement celle liée à l'origine ethnique, avec notamment un Comité de cinq membres nommés et dépendant de la responsabilité du gouverneur chargé de gérer les conflits en la matière, mais aussi d'enquêter, de demander des auditions, de demander des compensations pour les victimes, de confier certaines affaires aux cours de justice et de punir les contrevenants d'amendes. Cependant, devant une levée de boucliers dans les médias et la classe politique à travers tous le pays devant une législation locale dont le vote est jugé rapide, arbitraire voire à la limite de l'anti-constitutionnalité, un deuxième vote a lieu à l'Assemblée préfectorale le 24 mars 2006 et cette fois l'ordonnance est suspendue jusqu'à nouvel ordre. Il décide de ne pas se représenter à un troisième mandat en 2007.

## Un universitaire se rapprochant du PDJ
Après son retrait de son poste de gouverneur en avril 2007, il obtient immédiatement un poste de professeur en administration locale auprès de l'Université Keiō. Le mois suivant, il devient également professeur invité à l'université de Tottori. En juillet de la même année, il est vice-président du 29e conseil de recherche sur le système de gouvernement local. Il est également un invité récurrent d'émissions et de débats télévisés, notamment dans les fameux talk-show politiques du dimanche matin. Il reste très actif dans la promotion de la décentralisation et la réduction du poids de l'administration centrale et de ses travers (prenant position contre la pratique de l’amakudari), et de plus en plus critique à l'égard de la majorité dominée par le PLD. Ainsi, il défend le mouvement d'opposition populaire contre le très controversé projet gouvernemental de construction d'un barrage sur la rivière Kawabe dans la préfecture de Kumamoto.
Il se rapproche dans le même temps de la principale force de l'opposition, le Parti démocrate du Japon (PDJ), qui lui aussi a pour l'un de ses principaux chevaux de bataille celui de réduire la bureaucratie, de renforcer le pouvoir décisionnel des hommes politiques élus et des pouvoirs locaux, d'interdire l’amakudari et de réduire les « gaspillages » incarnés selon eux par la multiplication des grands projets de travaux publics. Après la victoire des démocrates aux élections législatives du 30 août 2009, il est nommé par la nouvelle administration en octobre suivant au sein de l'Unité de revitalisation du gouvernement, chargée d'étudier au cas par cas l'utilité des projets initiés par les gouvernements précédents et donc d'abandonner ceux jugés trop coûteux et inutiles afin de répartir les fonds autrement. Il n'adhère toutefois pas au parti et ne cache pas ses critiques, jugeant notamment la nouvelle majorité trop concentrée sur les élections à la Chambre des conseillers de juillet 2010 et pas assez décidée sur les questions économiques et fiscales. Il soutient l'idée du ministre des Finances Naoto Kan, devenu Premier ministre le 8 juin 2010, de lancer un débat sur la réforme fiscale et notamment sur une éventuelle hausse de la taxe sur la consommation.

## Ministre des Affaires intérieures et des Communications
Après avoir été réélu le 14 septembre 2010 à la tête du PDJ à la suite d'une campagne difficile et conflictuelle contre Ichirō Ozawa, Naoto Kan remanie profondément son gouvernement trois jours plus tard. Il y nomme Yoshihiro Katayama au poste de ministre des Affaires intérieures et des Communications ainsi que ministre d'État chargé de la Promotion de la Souveraineté locale et de la Revitalisation régionale. Il est le premier non-parlementaire à être nommé au sein d'un gouvernement démocrate, et le seul du 94e Cabinet.
Il se fixe pour principal objectif la réforme de la gouvernance locale afin de réaliser son cheval de bataille, la décentralisation. L'une des premières mesures allant dans ce sens qu'il annonce vouloir mettre en place concerne les subventions accordées par l'État aux collectivités locales. Pour l'année fiscale 2010, celles-ci s'élevaient à 21 billions de yens, dont l'essentiel, soit 17 billions, consacré au financement de la sécurité sociale et de l'éducation. Yoshihiro Katayama appelle ainsi dès sa prise de fonction à ce que l'utilisation des 4 billions restant soient laissés à l'entière discrétion des municipalités et préfectures, sans consigne du gouvernement central, contrairement à ce qui était fait jusqu'alors. Cela afin de leur donner plus d'autonomie et de responsabilité dans la gestion de leurs revenus. Il demande également à tous les ministères, qui montrent quelques réticences à abandonner leur contrôle sur l'utilisation de ces subventions, de ne pas aller contre cette proposition : « Quand les ministres ont tenu une réunion d'étude le 20 septembre, je leur ai dit que comme cette question est la politique phare de cette administration, nous devrions tous nous y atteler et ne pas être limités par les intérêts de nos ministères respectifs ». Il a également annoncé qu'il avait demandé aux fonctionnaires de son département d'étudier les moyens pour permettre aux gouvernements locaux d'émettre eux-mêmes des obligations en toute liberté, estimant que : « Le système actuel par lequel le gouvernement central contrôle l'émission d'obligations pour les projets particuliers est dépassé. Nous devons le changer ». Il a de plus assuré que ces modifications ne devraient pas entraîner une baisse des subventions et donc des revenus des collectivités, une inquiétude émise par ces dernières et que lui-même avait partagé quand il était gouverneur.
Si dans le projet de budget pour l'année fiscale 2011, approuvé par le gouvernement le 24 décembre 2010, les transferts de recettes fiscales du gouvernement central aux collectivités inclus dans le compte général baissent bel et bien (de 693,2 milliards de yens, soit - 4 %, par rapport à l'année fiscale 2010, pour s'établir à 16,7845 billions), le montant total des allocations fiscales augmentent en réalité (sur la base des dépenses du compte spécial des allocations et transferts locaux d'impôts, il s'élève ainsi à 17,3734 billions de yens, soit 479,8 milliards et 2,84 % de plus qu'en 2010, montant sur lequel Katayama s'est mis d'accord avec le ministre des Finances Yoshihiko Noda le 22 décembre 2010). De plus, est créé au sein du compte général de ce projet de budget une « subvention stratégique pour l'autonomie régionale » (地域自主戦略交付金, Chiiki-jishu senryaku kōfukin) de 512 milliards de yens, prise notamment sur les coupes prévues en matière de travaux publics, et dont l'utilisation est laissée à l'entière discrétion des autorités locales. Ainsi, en combinant ces chiffres avec les recettes des impôts locaux et d'autres revenus, les collectivités disposeraient librement d'un montant de 59,5 billions de yens au sein du compte budgétaire général pour l'année fiscale 2011, soit une hausse de 100 milliards par rapport à l'année précédente.
Outre cette défense du renforcement de l'autonomie financière locale, Katayama soutient le rapprochement entre collectivités afin de mieux coordonner leurs actions à une échelle régionale. Il donne ainsi l'approbation du ministère à la formation le 1er décembre 2010 de l'alliance régionale du Kansai passée entre sept préfectures (celles de Shiga, préfecture de Kyoto, préfecture d'Osaka, Hyōgo, Wakayama, Tottori et Tokushima). Dotée d'un comité exécutif constitué des sept gouverneurs et présidé par celui de Hyōgo Toshizō Ido, elle prévoit une coopération dans sept domaines (comme les mesures anti-catastrophes, la promotion touristique et culturelle, la promotion des entreprises, les services médicaux et la préservation de l'environnement) et doit servir à obtenir plus de transferts de compétences de l'État. Suivant cet exemple, d'autres associations de ce type sont envisagées dans le Grand Tokyo (la « Région capitale »), dans le nord de l'archipel (par un rapprochement Hokkaidō-Tōhoku) ou à Kyūshū.
Le 22 février 2011, Katayama présente un avant-projet de révision de la loi d'autonomie locale de 1947. Elle prévoit plusieurs mesures afin de renforcer la démocratie directe et redéfinir les relations entre l'État (à la suite notamment du fait que la ville de Kunitachi et le bourg de Yamatsuri ont refusé de participer au Réseau fondamental d'enregistrement des citoyens mis en place par le gouvernement central), les exécutifs (gouverneurs et maires), les assemblées délibérantes (dans un contexte marqué par l'éclatement de plusieurs conflits entre ces deux types d'institutions locales, par exemple dans les villes de Nagoya et d'Akune) et les citoyens. Ainsi, la réforme propose de renforcer le pouvoir de contrôle des assemblées (consultation de ces dernières par les premiers magistrats pour le choix de leurs adjoints, possibilité d'obliger ceux-ci à modifier les ordonnances ou les décisions préparées sans qu'elles aient été consultées et qu'elles auraient rejetées ou attribution aux présidents de ces assemblées du pouvoir de convoquer une session législative locale si nécessaire alors qu'il s'agissait jusque-là d'une prérogative des gouverneurs ou maires). Les conditions d'organisation des référendums de destitution des chefs d'exécutifs locaux sont également étendues (réduction du nombre minimum de signatures pour qu'une demande de destitution aboutisse à un référendum dans les villes ou arrondissements spéciaux ayant plus de 160 000 électeurs inscrits, ou encore augmentation de la durée pendant laquelle ces signatures peuvent être récoltées dans les villes désignées à la même période que ce qui est pratiqué au niveau des préfectures). Concernant les collectivités qui ne suivraient par les mesures ou législations mises en place par le gouvernement central, le projet de révision envisage également un système permettant à ce dernier de se pourvoir en justice. Mais surtout, Katayama introduit la proposition de rendre juridiquement contraignant certains résultats de référendums locaux (surtout ceux portant sur l'approbation de grands équipements publics tels qu'infrastructures sportives ou culturelles, cette disposition ne devant pas s'étendre pour les bases militaires américaines, les centrales nucléaires construites par le gouvernement central ou le secteur privé, ni pour les installations locales pour le traitement des déchets).